# UCI Asia Tour
UCI Asia Tour – coroczny cykl międzynarodowych wyścigów kolarskich rozgrywanych w Azji.
Seria UCI Asia Tour, podobnie jak pozostałe cykle kontynentalne (UCI Africa Tour, UCI America Tour, UCI Europe Tour, UCI Oceania Tour), powstała w 2005 jako zaplecze dla utworzonego w tym samym czasie UCI ProTour (później przekształconego w UCI World Tour). W 2020 odbyła się pierwsza edycja cyklu UCI ProSeries utworzonego jako drugi poziom wyścigów z kalendarza UCI, w związku z czym UCI Asia Tour, podobnie jak pozostałe cykle kontynentalne, od sezonu 2020 stała się trzecim poziomem zmagań w kalendarzu UCI.

## Zwycięzcy
Opracowano na podstawie:
| Rok  | Pierwsze               | Drugie                 | Trzecie                |
| ---- | ---------------------- | ---------------------- | ---------------------- |
| 2005 | Andriej Mizurow        | Ryan Cox               | Martin Mareš           |
| 2006 | Ghader Mizbani Iranagh | Hossein Askari         | Ahad Kazemi            |
| 2007 | Hossein Askari         | Ghader Mizbani Iranagh | Takashi Miyazawa       |
| 2008 | Hossein Askari         | Ghader Mizbani Iranagh | Hossein Nateghi        |
| 2009 | Ghader Mizbani Iranagh | Andriej Mizurow        | Boris Szpilewskij      |
| 2010 | Mehdi Sohrabi          | Hossein Askari         | Ghader Mizbani Iranagh |
| 2011 | Mehdi Sohrabi          | Muradjan Xalmuratov    | Amir Zargari           |
| 2012 | Hossein Alizadeh       | Stefan Schumacher      | Andrea Guardini        |
| 2013 | Julián Arredondo       | Alois Kaňkovský        | Ghader Mizbani Iranagh |
| 2014 | Samad Poor Seiedi      | Boris Szpilewskij      | Alois Kaňkovský        |
| 2015 | Samad Poor Seiedi      | Jakub Mareczko         | Andrea Palini          |
| 2016 | Mark Cavendish         | Peter Sagan            | Giacomo Nizzolo        |
| 2017 | Mauricio Ortega        | Aleksiej Łucenko       | Jakub Mareczko         |
| 2018 | Aleksiej Łucenko       | Benjamin Dyball        | Artiom Owieczkin       |
| 2019 | Aleksiej Łucenko       | Lü Xianjing            | Jewgienij Gidicz       |
| 2020 | Aleksiej Łucenko       | Jewgienij Fiodorow     | Hideto Nakane          |
| 2021 | Aleksiej Łucenko       | Nariyuki Masuda        | Jambaljamts Sainbayar  |
| 2022 | Aleksiej Łucenko       | Jambaljamts Sainbayar  | Igor Czżan             |
| 2023 | Aleksiej Łucenko       | Jambaljamts Sainbayar  | Jewgienij Fiodorow     |
| 2024 | Aleksiej Łucenko       | Lü Xianjing            | Jewgienij Fiodorow     |
| 2025 |                        |                        |                        |